# 大川又三郎
大川 又三郎（おおかわ またさぶろう、生没年不詳）は、日本の実業家、日本信託銀行株式会社（現・三菱UFJ信託銀行）元会長、元取締役社長、日本ポルシェクラブ初代会長。

## 人物・経歴
1931年、立教大学商学部（現・経済学部、経営学部）卒業。
大学卒業後、日本信託銀行株式会社（現・三菱UFJ信託銀行）に勤める。
同社取締役社長、会長を歴任した。1975年には母校である立教大学の校友会会長に就任。
前会長の松崎一雄からバトンを受けて、新校友会長に就任した大川は、校友会館「セントポールズ会館」の着工を決断。校友会館は、1977年4月20日に起工式を迎え、定礎式は、翌21日、第39回校友会定期総会当日に執り行なわれ、同年11月3日に竣工した。校友会館の礎石には、大川の自筆で「神と国との為に」と刻まれている。
立教大学には、大川を記念して「大川又三郎記念奨学金」が設けられている。
ポルシェ愛好家でもあり、1963年2月24日に設立された日本ポルシェクラブの初代会長に就任した。